# 일본국 헌법 제91조
일본국 헌법 제91조(일본어: 日本国憲法第91条)은 일본국 헌법 제7장 "재정"의 조문 중 하나이다. 재정 상황의 보고에 대해 규정하고 있다.

## 조문
일본국 헌법 제91조
내각은 국회 및 국민에 대하여 정기적으로, 적어도 매년 1회 국가의 재정 상황에 대하여 보고하여야 한다.

## 해설
정부가 재정 상황 보고의 의무를 진다는 것을 규정하고 있다.